# Градов, Георгий Александрович
Гео́ргий Алекса́ндрович Гра́дов (Сутягин; 15 (28) мая 1911, Ольвиополь — 13 августа 1984, горы Памир) — советский архитектор, Заслуженный архитектор РСФСР (1975), участник Великой Отечественной войны. Член ВКП(б) с 1940 года.

## Биография
Георгий Сутягин родился 28 мая 1911 года в Ольвиополе (ныне Первомайск, Николаевская область, Украина). Его отец, печник по профессии, однажды взял сына с собой на работу ремонтировать печь в квартире архитектора А. П. Иваницкого. Благодаря этому визиту юный Георгий заинтересовался архитектурой. В дальнейшем он неоднократно бывал у Иваницкого в гостях.
Поступил в Московский архитектурный институт. Был одним из самых молодых студентов и самым молодым членом студенческой комсомольской организации. В начале 1930-х окончил институт и поступил на работу в Военно-строительное управление РККА. За три года работы в мастерской разработал проект нового типа жилья для армии, получил первую премию за проект Дома Красной армии на 800 человек, премию по конкурсу за проект Дома Красной армии в Баку. Учась в аспирантуре Академии архитектуры СССР, написал ряд научных работ и рефератов: «Анализ античных ансамблей», «Новая функция жилья и применение античных ансамблей», «Пространственная организация квартала» и другие.
С 1937 года работал в Средней Азии, был главным архитектором бюро «Киргизпроект». Приехал в Киргизию в 1937 году вместе с первой группой молодых дипломированных специалистов-архитекторов. Благодаря его участию в 1940 году в городе Фрунзе возведено здание Зелёного театра, где под открытым небом размещалось 800 зрителей (снесено в связи с реконструкцией городского центра). В 1941 году сменил фамилию Сутягин на Градов из-за её неблагозвучности (фамилия Сутягин происходит от старо-русского слова сутяга).
С началом Великой Отечественной войны добровольно пошёл на службу в РККА. Воевал помощником начальника штаба инженерных войск 50-й армии. Многократно возглавлял рейды инженерной разведки, создавал сеть инженерных наблюдательных постов. Позднее возглавил 2-е отделение штаба 20-й моторизованной штурмовой инженерно-сапёрной бригады. Организовывал инженерную разведку во время форсирования советскими войсками реки Свирь.
2—10 октября 1944 года Градов возглавлял отряд, орудовавший в немецком тылу в районе города Петсамо (ныне — Печенга Мурманской области). При его непосредственном участии были нанесены большие потери войскам противника и нарушены их коммуникации. В частности, отряд Градова подорвал мосты на двух шоссейных дорогах, электрическую подвесную дорогу, разгромил несколько немецких гарнизонов и ещё на несколько навёл по радио штурмовую авиацию, уничтожил около 120 солдат и офицеров противника, около 10 единиц боевой техники. В тех боях Градов лично уничтожил 10 вражеских солдат. При этом его отряд потерь не имел.
В мае 1945 года назначен руководителем мастерской Гипрогора, проектировавшей Сталинск. В течение пяти лет, до 1950 года, жил между Москвой и Сталинском, где его проекты воплощались в улицы (Курако, Металлургов, Бардина) и дома.
В 1954 году Градов, будучи начальником сектора НИИ общественных зданий Академии архитектуры СССР, направил в ЦК КПСС письмо с критическим анализом «порочной эстетско-архаической направленности советской архитектуры и предложениями по устранению ошибок и недостатков в теории и практике архитектуры», в результате чего был приглашён принять участие в подготовке «знаменитого» Постановления ЦК КПСС и Совета Министров СССР от 4 ноября 1955 года «Об устранении излишеств в проектировании и строительстве».
В дальнейшем стал доктором архитектуры (1968), защитив диссертацию на тему «Город и быт: перспектива развития системы и типов общественных зданий», профессором, членом-корреспондентом Академии строительства и архитектуры СССР. 3 сентября 1975 года ему было присвоено почётное звание заслуженного архитектора РСФСР.
Жил в Москве по адресу: Ленинградский проспект, дом 43. Скончался 13 августа 1984 года в горах Памира, похоронен на Донском кладбище Москвы.

## Награды и звания
- орден Красного Знамени (27.11.1944)[1]
- орден Трудового Красного Знамени[1]
- два ордена Отечественной II степени (21.9.1943; 3.8.1944)[1]
- орден Красной Звезды (20.2.1943)[1]
- медали[1].
- заслуженный архитектор РСФСР (3.9.1975)[4]

## Семья
- Первая жена — Фролова Евгения Александровна (1913—1988)

- Вторая жена — актриса, Раиса Ивановна Градова (1923—2011)
  - дочь — Градова (Стрыгина) Ольга Георгиевна[4] (1938 — 23.03.2016)
  - дочь — актриса, заслуженная артистка РСФСР Градова, Екатерина Георгиевна[4] (6.10.1946 — 22.02.2021)
    - внучка — актриса, народная артистка РФ Мария Андреевна Миронова (р. 28 мая 1973)
      - правнук — Андрей Игоревич Удалов (р. 4 июня 1992) — актёр Театра им. Евгения Вахтангова.